# Paul’s Boutique
Paul’s Boutique – drugi album studyjny hip-hopowego zespołu Beastie Boys wydany w 1989 roku.
W 2003 album został sklasyfikowany na 156. miejscu listy 500 albumów wszech czasów magazynu Rolling Stone.

## Lista utworów
1. „To All the Girls” – 1:29
2. „Shake Your Rump” – 3:19
3. „Johnny Ryall” – 3:00
4. „Egg Man” – 2:57
5. „High Plains Drifter” – 4:13
6. „The Sounds of Science” – 3:11
7. „3-Minute Rule” – 3:39
8. „Hey Ladies” – 3:47
9. „5-Piece Chicken Dinner” – 0:23
10. „Looking Down the Barrel of a Gun” – 3:28
11. „Car Thief” – 3:39
12. „What Comes Around” – 3:07
13. „Shadrach” – 4:07
14. „Ask for Janice” – 0:11
15. „B-Boy Bouillabaisse” – 12:33
  1. „59 Chrystie Street”
  2. „Get on the Mic”
  3. „Stop That Train”
  4. „Year and a Day”
  5. „Hello Brooklyn”
  6. „Dropping Names”
  7. „Lay It on Me”
  8. „Mike on the Mic”
  9. „A.W.O.L.”